# Menkes-szindróma
A Menkes-szindróma egy veleszületett genetikai betegség, mely X-kromoszómához kötötten, recesszíven öröklődik. A kórkép a réz
anyagcsere zavara miatt alakul ki, hátterében a réz transzportban fontos ATP7A gén mutációja áll. A betegség több szervrendszert is érint, a legsúlyosabban azonban a központi idegrendszer károsodik, fő tünetei a kisgyermekben jelentkező epilepszia és mentális retardáció. Az epilepsziás rosszullétek rendszerint 2-3 hónapos kor körül jelentkeznek. Jellegzetes a beteg gyerekek fehér, ritka és könnyen töredező haja, ami alapján angolszász területeken gyakran "kinky hair disease" néven hivatkoznak a kórképre. Előfordulási gyakorisága 1<200.000 születés.

Nevét John Hans Menkesről kapta, aki elsőként írta le a betegség jellemzőit 1962-ben.